# Stereodon varius
Stereodon varius là một loài Rêu trong họ Hypnaceae. Loài này được (Hedw.) Mitt. mô tả khoa học đầu tiên năm 1864.